# Juan Trigos
Juan Trigos (Città del Messico, 26 febbraio 1965) è un compositore e direttore d'orchestra messicano.

## Biografia
Ha compiuto i suoi studi musicali in Messico e successivamente si è perfezionato in Italia. In Messico si è diplomato in pianoforte presso il Conservatorio Nacional de Música. Si è diplomato in composizione, direzione di coro, canto gregoriano e polifonia antica in Messico presso l'Istituto di Liturgia Musica e Arte "Cardenal Miranda" e presso il Pontificio Istituto di Musica Sacra di Roma. Si è diplomato presso il Conservatorio di Musica "Giuseppe Verdi" di Milano e la Civica Scuola di Musica di Milano in direzione d'orchestra. Come compositore si è diplomato presso il Conservatorio di Musica "Giuseppe Verdi" e successivamente ha frequentato i corsi di composizione avanzata della Civica Scuola di Musica di Milano e dell'accademia “Lorenzo Perosi” di Biella. Tra i suoi insegnanti in direzione d'orchestra: Gianpiero Taverna, Franco Gallini, Domenico Bartolucci e Xavier González. In composizione: Franco Donatoni (di cui è stato anche assistente), Nicoló Castiglioni, Giovanni Bucci e Jesús Villaseñor. In pianoforte: Enzo Stanzani, Margot Fleites e Miguel Agustín López.
Come docente ha tenuto corsi, conferenze sulla sua musica, laboratori di composizione in Europa, Canada, Stati Uniti e Messico.
Come direttore si è specializzato nella musica del XX secolo e in particolare nella musica contemporanea, pur non tralasciando il repertorio più classico. Ha diretto varie prime mondiali e si occupato di promuovere opere contemporanee attraverso esecuzioni e incisioni. Ha lavorato con diversi cori, ensemble e orchestre sinfoniche in Canada, USA, Europa e Messico. È stato direttore titolare dell'Orchestra da Camera di Bellas Artes (Messico). Fondatore e direttore della Sinfonietta de las Américas con cui ha inciso per Global Entertainment e BMG Entertainment, tre CD con musica del compositore tedesco Gerhart Muench. È stato anche direttore principale de La Camerata de las Américas con cui incise vari CD con musica di Revueltas, Rasgado e propria. Tra le orchestre che ha diretto ci sono l'Orchestra Filarmonica di Zagabria (Croazia), Orchestra Sinfonica di Stato di San Pietroburgo (Russia), l'Orchestra Filarmonica di Città del Messico, l'Orchestra Sinfonica Nazionale (Messico), l'Orchestra Filarmonica dell'Università Autonoma del Messico (OFUNAM) e l Orchestra del Teatro Nazionale dell'Opera (Messico).
Come compositore attualmente è membro del Sistema Nacional de Creadores de Arte(Sistema Nazionale di Creatori d'Arte) in Messico ed è compositore associato del Canadian Music Centre (Centro Musicale Canadese) e la sua musica è stata eseguita in varie città dei paesi seguenti: Argentina, Canada, Costa Rica, Croazia, Francia, Germania, Gran Bretagna, Guatemala, Italia, Messico, Paesi Bassi, Russia, Spagna, Svizzera e Stati Uniti. Ha partecipato con le sue opere in diversi festival internazionali tra cui il "Festival Internazionale del Cervantino" (Guanajuato, Messico), la Biennale di Zagabria (Zagabria, Croazia), il Festival Spaziomusica di Cagliari.

## Stile
Le sue composizioni si basano su principi come la pulsazione primaria (intesa come tempus primus), la risonanza e l'uso ossessivo di incastri di eventi e frammenti musicali tra loro differenti per densità e durata. Dal suo catalogo si denota una inclinazione alle composizioni per grandi organici. Altro elemento importante è l'utilizzo strutturale e abbondante degli strumenti a percussione (compreso il pianoforte). Tra gli esempi più rappresentativi della sua musica ci sono la sua cantata concertante Magnificat Guadalupano, la Missa Cunctipotens Genitor Deus, sei Ricercare da Camera. Di particolare importanza la produzione per chitarra di cui fanno parte due concerti per chitarra e orchestra e uno per quattro chitarre. Tra le sue composizioni più importanti la sua Sinfonía Nº 1 e la creazione dell'Ópera de Hemoficción (Opera d'Emofinzione), ispirata all'estetica letteraria dello scrittore e romanziere Juan Trigos Senties (padre del Juan Trigos compositore).

## Premi
- International Composition Competition  "Sinfomnica 2000". 1º Premio. Composizione: Ricercare de Cámara VI  (Guadalajara, Messico)
- Concorso internazionale di composizione per chitarra "Rodrigo Riera". Menzione Onorifica. Lavoro: Ricercare de Cámara VI (Indiana USA - Caracas Venezuela 1999)
- Concorso di Composizione “Carlos Jiménez Mabarak”. 1º Premio. Lavoro: Ricercare de Cámara V (Mexico 1996)

## Discografia
Come compositore:
- DeCachetitoRaspado, "Opera di Emofinzione" (versione orchestrale) in due atti. Cantanti: Claudia Montiel, Gabriela Thierry, Benito Navarro, José Guadalupe Reyes. Attori: Bertha Vega, Itzia Zerón, Guillermo Jair, Lorenzo Mijares.  Icarus Ensemble. Academic Choir Saint Petersburg-Concert. State Symphony Orchestra of Saint-Petersburg. Direttore: Juan Trigos. DarkPress LLC. (USA 2006) .

- Bagattella per Bartok, per ensemble. Una Musica Plurale. Icarus Ensemble. Stradivarius STR 33696 (Italia 2004)

- Homenaje a Manuel M. Ponce "Sonatas, Danzas y Homenajes". Chitarra: Alejandro Mora. Fondo Estatal Para la Cultura y las Artes de Veracruz (Messico 2003).

- DeCachetitoRaspado, "Opera d'Emofinzione" (versione da camera). Camerata de las Américas. Direttore: Juan Trigos. Quindecim Recordings QP089 (Messico 2002).

- Ricercare de Cámara VI "Tañendo Recio". Chitarra: Pablo Gómez. Camerata de las Américas Direttore: Juan Trigos. Quindecim Recordings QP01067 (Messico 2001).

- Ricercare de Cámara II. "Colegio de Compositores Latinoamericanos de Música de Arte". Universidad Autónoma de México UAM Camerata de las Américas (Messico 2000).

- Canción de Cuna. "Canciones de Luna" Vol. I, Euram Records EURO092-3 (Messico 1999).

- Quartetto Da Do, Comentarios I e II (dal Magnificat Guadalupano), Danza Florida N° 1, Sax Sin Aliento. Ensemble Sones Contemporaneos. Direttore: Juan Trigos. "Sones Contemporaneos". 1ª edizione VR-JT-01 (Italia 1990). 2a editione Spartacus Clásicos Mexicanos Serie Contemporanea 21013 (Messico 1995)

Come direttore:
- Monographic CD by composer Ricardo Zohn. Opera da Camera Comala, Opera da Camera El Niño Polilla, Flores del Viento. Per ensemble. Eastman BroadBand, Soprano: Tony Arnold. Tenor: Scott Perkins, Baritone: Alex Hurd. Bridge Records. (In pubblicazione a novembre 2009)
- El Conejo y el Coyote, Chamber Opera. Music by Víctor Rasgado. Camerata de las Américas. Quindecim Recordings. (Messico 2003).
- Gerhart Muench. Orchestral Music. Sinfonietta de las Américas. Global Entertainment GECDJ 6405 (Messico 1999)
- Sortilegios (2 C.D's), Music by G. Muench. Chamber and Orchestral Music. Sinfonietta de las Américas. BMG Entertainment DUON 743218089220 (Messico 2000)
- "Silvestre Revueltas, Música de Excepción". Edición conmemorativa del centenario 1899-1999. Camerata de las Américas. BMG Entertainment CDC 743218228728 (Messico 2000).
- Funesta. Musica di Marcela Rodríguez. Urtext Digital Classics JBCC036 (Messico 2000)

## Composizioni

### Musica vocale

#### Opere d'Hemoficción
- DeCachetitoRaspado (Versione per orchestra). Opera di Emofinzione in 2 atti (104') 2004.
- DeCachetitoRaspado (Versione da Camera). Opera di Emofinzione in 2 Atti (96'). 1999, Rev. 2007.
- Mis Dos Cabezas Piensan Peor Que Una (Le mie due teste pensano peggio di una). Opera di Emofinzione in 2 Atti (160') 2005.

#### Voce e orchestra
- Magnificat Guadalupano Cantata Concertante per soli, coro e orchestra (55') 1990. Rev 2001.
- Sansón. Balletto in 2 Atti per narratore e orchestra. (30') 1985.

#### Voce e ensemble
- Comentario No. 2, dal Magnificat Guadalupano, versione per flauto, Soprano e Chitarra, (3') 1989.
- Calzones Rojos, per Tenore e ensemble, (8') 1995. Versione speciale condensata per concerto. Frammento dall'opera da camera DeCachetitoRaspado.
- Canción de Cuna, versione per Mezzosoprano, Pianoforte e Percussione (7') 1999.
- Liguero, per Mezzosoprano e and 6 esecutori (7') 1991 (versione da concerto). Frammento dall'opera da camera DeCachetitoRaspado.
- Missa Cunctipotens Genitor Deus, per Baritono obbligato, Coro da Camera, 2 Pianoforti Concertanti e 3 Percussionisti (19') 2003.

### Musica per orchestra
- Sinfonia n. 1, per orchestra sinfonica (25') 2007.
- Mis dos cabezas piensan peor que una Symphonic Suite Nº 1, per orchestra sinfonica (11') 2006.

#### Concerti
- Concerto n. 2 per Chitarra e Orchestra Hispano. (30') 2006.
- Concerto per 4 chitarre e quattro gruppi di strumenti. (20') 2001. Gruppo I: Quartetto di Chitarre(amplificate). Gruppo II: Percussioni, Tamburi, Pianoforte elettrico e Contrabbasso (amplificato). Gruppo III: Vibrafono, Marimba, Clavicembalo e Arpa. Gruppo IV: 5 Saxofoni. Gruppo V: 5 Trombe.
- Concerto per Contrabbasso e Orchestra. (15') 2008.
- Concerto per Tromba, Trombone, Percussione, Pianoforte e Orchestra (15) 2004.
- Danza concertante n. 1, per Piccolo e Orchestra (11') 1992.
- Triple Concerto n. 1 per Clarinetto, Fagotto, Pianoforte e Orchestra. (24') 2006.
- Triplo Concerto n. 2 per Flauto (anche Piccolo), Clarinetto in Sib (anche Clarinetto basso in Sib), Pianoforte e Orchestra. (19') 2007.

### Musica per ensemble
- Bagattella per Bártok, divertimento for ensemble (6') Rev. 2002.
- Comentario No. 1, dal Magnificat Guadalupano, versione per Pianoforte a quattro mani. (5') 1989.
- Guitar Quartet, per quattro chitarre (18') 2009.
- Pulsación y Resonancias, per Pianoforte e Percussioni (15') 2002.
- Quartetto Da Do, per Clarinetto, Sax Soprano (anche Alto - un solo esecutore), Chitarra e Bongó (10') 1989.
- Quartetto per Clarinetto, Sax Soprano Sax (anche Alto) Chitarra e Bongó (14'). Rev. 2003.
- Ricercare de Cámara I. Per Flauto in Do (anche picc. - un esecutore) Clarinetto (anche Clarinetto Basso, un esecutore) e Pianoforte. (13') 1993.
- Ricercare de Cámara II. Per Tromba, Trombone, Percussioni, Pianoforte e Ensemble (11') Rev.1998.
- Ricercare de Cámara IV.Per Contrabbasso solo (7') 1994.
- Ricercare de Cámara V. Per Quintetto di fiati, Pianoforte e Percussioni (un esecutore), (9') 1996.
- Concerto per Chitarra n. 1 Ricercare de Cámara VI. Concerto per Chitarra e Orchestra da Camera. (14') 1999.
- Sax Sin Aliento, per Sax solista e 5 esecutori. (11') 1988.

#### Quartetto d'archi
- Cuarteto breve n. 1 "Homenaje a Carlos Chávez". Per Quartetto d'archi (6') 1982.
- Cuarteto breve n. 2, "Homenaje a Villalobos". Per Quartetto d'archi (7') 1983.
- Concierto para cuarteto de cuerdas, per Quartetto d'archi (10') 1995.

### Soli
- Homenaje a Manuel M. Ponce Per Chitarra sola (7') 1989.
- Partita. Per Chitarra sola (18') 2007.
- Ricercare de Cámara IV. Per contrabbasso solo (7') 1994.
- Huapanguito. Per flauto solo (3') 1987.
- Tres Danzas Floridas, per ottavino solo (Fl. in Sol e Fl. in Do - un solo esecutore), (25') 1989-1990. Danza Florida Nº 1, per piccolo (9') 1989, Danza Florida Nº 2, per flauto in Sol (7') 1989, Danza Florida Nº 3, per flauto in Do (9') 1990.
- Cuatro Piezas para piano, per pianoforte solo (12'). 1987-2009.